# Cementerio de Woodlawn (Las Vegas)
El Cementerio de Woodlawn (en inglés: Woodlawn Cemetery) posee unos 40 acres (16 ha), se trata de un cementerio situado en Las Vegas, Nevada, que está incluido en el Registro nacional de Lugares Históricos de Estados Unidos. Es propiedad de la ciudad de Las Vegas y es una parada en la ruta de ciudad llamada "Pioneer Trail".
Alberga el Círculo de Veteranos queconmemora el servicio y sacrificio de los veteranos de Nevada.
El cementerio se abrió en 1914 en 10 acres (4 hectáreas) de terreno y fue diseñada por JT McWilliams.
El cementerio fue listado en el Registro Nacional de Lugares Históricos el 21 de noviembre de 2006. 